# Scione
Scione (in greco antico: Σκιώνη?) era una città dell'antica Grecia nella penisola di Pellene, la parte più occidentale della Calcidica, nella costa meridionale ad est della moderna Nea Skioni.

## Storia
Scione venne fondata intorno al 700 a.C. da coloni provenienti dalla Acaia; gli abitanti di Scione dichiararono che i loro antenati fondarono quella città quando le loro navi vennero colte da una tempesta durante il loro ritorno dalla guerra di Troia. La città "era situata sulla sommità di una collina a due creste e sui pendii verso il mare ... La collina con le fortificazioni e i frammenti di ceramica costituiva l'acropoli dell'antica Scione e la collina al di là era quella in cui i difensori si accamparono 'prima della costruzione della città."
Il suo momento storico più importante fu durante la Guerra del Peloponneso, quando subito dopo la tregua tra Sparta e Atene nei primi mesi del 423 a.C., Scione si ribellò contro Atene e venne incoraggiata dal generale spartano Brasida con promesse di sostegno. Gli ateniesi inviarono una flotta per riprendere Mende e Scione; Dopo essersi assicurata la prima, posero d'assedio Scione e, nell'estate del 421 a.C., finalmente riuscirono a conquistarla; misero a morte i maschi adulti e ridussero in schiavitù le donne e i bambini, concedendo la terra a Platea, alleata di Atene. Tim Rood ha scritto che "Tucidide ci fa sentire la sete di libertà di Scione", e dice che il risultato del suo racconto "non è una critica alla stoltezza di Scione, ma commozione." W. Robert Connor dice che "la distruzione di Scione fu uno dei più noti eventi della guerra, e quasi ogni lettore greco avrebbe saputo del suo destino."
Ai tempi dell'Impero romano, Scione era "quasi scomparsa nel nulla."